# Nhà thờ chính tòa León, Nicaragua
Nhà thờ chính tòa Lễ thăng thiên của Đức Mẹ Đồng Trinh, León còn được gọi là Nhà thờ chính tòa Vương cung thánh đường Chân chính và Danh tiếng Lễ thăng thiên của Đức Mẹ Đồng Trinh (tiếng Tây Ban Nha: Real e Insigne Basílica de la Asunción de la Bienaventurada Virgen María) là một tổ hợp có ý nghĩa quan trọng đặc biệt và di tích lịch sử của Nicaragua. Nó cũng được UNESCO công nhận là Di sản thế giới từ năm 2011. Nó là di sản thứ ba được công nhận sau tàn tích León Viejo và tác phẩm châm biếm El Güegüense.

## Xây dựng
Nhà thờ được xây dựng từ năm 1747 đến 1814 và được Giáo hoàng Piô IX thánh hiến vào năm 1860. Nó vẫn duy trì vị thế là nhà thờ lớn nhất ở Trung Mỹ và là một trong những nhà thờ nổi tiếng nhất ở châu Mỹ do kiến trúc khác biệt và tầm quan trọng đặc biệt trong văn hóa.
Thiết kế kiến trúc được phát triển vào năm 1762 bởi kiến trúc sư người Guatemala Diego José de Porres Esquivel. Nó là sự pha trộn của kiến trúc Baroque và Tân cổ điển, với một số ảnh hưởng từ Gothic, Phục Hưng và Mudéjar. Do đó, công trình này có thể được phân loại là thuộc phong cách chiết trung. Nhà thờ có hình chữ nhật thuộc loại trung trong thời kỳ đó, tương tự như nhà thờ ở Lima và Cuzco, Peru. Hai tháp mặt tiền mang kiến trúc Tân cổ điển là chủ yếu. Ba cửa dẫn vào gian giữa có bốn lối đi. Mười ô vòm và hai tháp mặt tiền đặt cạnh một vòm trung tâm đánh dấu cửa vào gian giữa. Bàn thờ nổi bật phá vỡ cấu trúc đối xứng hình chữ nhật của gian phía nam, gần như song song với bàn thờ chính. Không gian bên trong nhà thờ rộng rãi với sự xuất hiện của các cột hình chữ thập; gian giữa trung tâm được phân chia bởi các cột từ các lối đi hai bên và cấu trúc được kết thúc với một mái vòm lớn.